# 丹波康頼
丹波 康頼（たんば の やすより）は、平安時代中期の貴族・医者。官位は従五位上・医博士、鍼博士、丹波介、左衛門佐。

## 出自
丹波国天田郡（現在の福知山市）若しくは桑田郡矢田（現在の亀岡市）の出身。天田郡はもともと丹波国造の拠点の一つであった。
康頼以前の系譜は明らかでないが、渡来系の流れを汲む坂上氏の一族とし、遠祖は後漢の霊帝とする説がある。各種系図ではこの説を採るものが多く、これらの系図では壬申の乱の功臣坂上老の子である大国の子に康頼を充てるが、年代的に整合性がない。このためか『諸家知譜拙記』では大国と康頼の間に「此間中絶歟」との記述がある。家系研究者の太田亮は『姓氏家系大辞典』で出自を坂上氏の一族である丹波史の子孫とする説を踏襲している。

## 経歴
永観2年（984年）に『医心方』全30巻を編集し朝廷に献上した。これは、唐代の医書を参考に当時の医学全般の知識を網羅したもので現存する日本最古の医学書である。こうした功績をもって朝廷より丹波宿禰姓を賜り、以来医家として続く丹波氏の祖となる。
亀岡市下矢田町には、康頼が住み、薬草を育てたとの言い伝えがある「医王谷」などの地名が残されている。

## 系譜
- 父：不詳（坂上大国を充てる系図もある）[2]
- 母：不詳
  - 男子：丹波重雅（または重明）
  - 男子：丹波清雅
  - 養子：丹波俊雅 - 実は惟宗助言の子、門弟

子孫は代々典薬頭を世襲し侍医に任じられる者を輩出、その嫡流は室町時代に堂上家となり錦小路家を称した。子孫のうち著名な者としては、『医略抄』を著した曾孫の丹波雅忠、あるいは後世において豊臣秀吉の侍医を務めた施薬院全宗や江戸幕府の奥医師・多紀元孝などが挙げられる。
薬学者の丹波敬三、また医家ではないが直系であり、鎌倉にある丹波家、分家である俳優の丹波哲郎・義隆親子や作曲家の丹波明が末裔にあたる。